# Mystification (Diderot)
Mystification ou L'Histoire des portraits est une comédie de caractères de Denis Diderot rédigée en 1768 et publiée pour la première fois en 1951 par Herbert Dieckmann.

## Résumé
Cette histoire de portraits est basée sur une anecdote réelle où Diderot fut engagé.
À la suite de son récent mariage, Dimitri Alexeievitch Galitzine souhaite récupérer discrètement des portraits de lui qu’il avait donné à sa précédente maîtresse, une certaine mademoiselle Dornet. Diderot, Bonvalet-Desbrosses et Anna Dorothea Therbusch se chargent de l’affaire. Le récit est volontairement inachevé en raison, nous explique l’auteur, de l’interruption du projet à cause de la mort de Desbrosses.

## Éditions
- Mystification ou Histoire des portraits, présenté par Pierre Daix, annoté par Yves Benot et illustré de 4 dessins de Pablo Picasso, Paris, Les Éditeurs français réunis, 1954.

## Adaptation
- Sandrine Rinaldi l’a adapté au cinéma dans son film Mystification ou l'Histoire des portraits, sorti en 2005.